# Silvia Giner
Silvia Giner Vergara (Sevilla, 31 december 1980) is een Spaans theater- en filmactrice.